# Anton Fuchs
Anton Fuchs OFM (? – 1703), česky Antonín Fuchs byl slezský františkán a kazatel německého jazyka. Před vstupem k františkánům byl členem řádu křižovníků s červeným křížem – Strážců Božího hrobu. Od roku 1697 působil jako řádný kazatel v plzeňském klášteře františkánů. Jako kazatel se honosil čestným titulem „concionator generalis“. Zemřel 23. září 1703 v Nyse.
Anton Fuchs byl autorem třísvazkové sbírky německých kázání:
- Speculum mundi evangelicum, oder, Evangelischer Welt-Spiegel ... Geruckt zu Brünn : bey Francisco Ignatio Sinapi, 1696. 1. Theil: [22], 483, [21] s. : il. (mědir.); 8° (22 cm). -- 2. Theil: 685, [33] s.; 8° (22 cm)[4]
- Speculum Marianum Festivum et Dolorosum, oder Marianischer Fest – und Fasten – Spiegel. Neyß : gedruckt bey Joseph Schlögel, 1705. [19], 454, [10] s.[5]
- Speculum Coelestis Hierusalem Evangelicum, oder Evangelischer Himmels – Spiegel. Nürnberg : in Verlegung Johann Christoph Lochners, 1702. 1: Theil: [16], 600, [28] s.[6]

Rozdělení homiletických dílů odpovídalo obvyklým soudobým zvyklostem. První jmenovaná sbírka (Speculum mundi...) obsahovala kázání nedělní, třetí (Speculum Coelestis) promluvy pro svátky a druhá zmíněná (Speculum Marianum) promluvy mariánské.